# Augustin (Brașov)
Pour les articles homonymes, voir Augustin.
Augustin (en hongrois: Ágostonfalva) est une commune roumaine du județ de Brașov, dans la région historique de Transylvanie. Elle faisait partie de la commune d'Ormeniș jusqu'en 2005, quand elle a été séparée pour former une commune distincte. Elle est composée d'un seul village, Augustin.

## Démographie
Lors du recensement de 2011, 49,19 % de la population se déclarent roms, ce qui en fait la commune de Roumanie avec le plus fort pourcentage d'habitants roms, alors que 40,86 % se déclarent roumains et 2,04 % hongrois (7,09 % ne déclarent pas d'appartenance ethnique).

## Politique
| Parti | Parti                                                 | Sièges |
| ----- | ----------------------------------------------------- | ------ |
|       | Parti social-démocrate (PSD)                          | 6      |
|       | Parti national libéral (PNL)                          | 4      |
|       | Union nationale pour le progrès de la Roumanie (UNPR) | 1      |

## Monuments et lieux touristiques
- Monastère “l'Ascension”
- Réserve naturelle Locul fosilifer de la Ormeniș (aire protégée avec une superficie de 2,80 ha)[4]